# شمس الدين سامي جراندوقة
شمس الدين سامي جراندوقة (1881-1950) كان محامياً، وُلد في لاشبسينا في شمال القفقاس عام 1881م. هاجر مع عائلته وعمره أربعة سنوات، ودرس في القدس ثم انتقل إلى مدرسة عنبر في دمشق. نال إجازة في الحقوق من إسطنبول عام 1908م، ليعود ويمارس المحاماة كأول محام جامعي في عمان.
ناضل ضد الفرنسيين والإنجليز والموظفين والوزراء المنتدبين من خارج الأردن، فاعتقل بتهمة التحريض على الوزارة يوم 16 أيلول 1923م. كما سبق له أن سُجن عام 1922م من قِبل الفرنسيين في سوريا ولكن الوطنيين هاجموا السجن في مدينة درعا وأخرجوه، وأعادوه إلى عمان.
كان قبل سجنه، عضواً بمجلس الشورى في حكومة السلط المحلية في 21 آب 1920م ممثلا لأهل عمان. كماكان عضواً في اللجنة الأهلية لوضع قانون المجلس النيابي بعد استقلال شرق الأردن في تموز 1923م. زاول المحاماة بعدإطلاق سراحه، ثم رشّح نفسه لمقعد المجلس التشريعي عن عمان في لواء البلقاء عام 1928م فنجح في قوائم المعارضين الوطنيين للمعاهدة البريطانية–الأردنية.
كان عضواً مؤسساً ونائباً لرئيس حزب الشعب الأردني عام 1927، كما كان عضو اللجنة التنفيذية للميثاق الوطني الأردني عام 1928م ونائب رئيس الهيئة الإدارية للجنة، وعضواً مؤسساً في الهيئة الإدارية لحزب التضامن الأردني في آذار 1933م. قاد المعارضة الوطنية البرلمانية على منح امتياز شركة كهرباء روتنبرغ، واتفاقية تعدين أملاح البحر الميت والمعاهدة البريطانية الأردنية.
ترشّح لعضوية المجلس التشريعي الثاني عام 1931م، واقترح في المؤتمر الوطني الرابع المنعقد في 15 آذار 1932م إنشاء حكومة دستورية والاستغناء عن الموظفين المستعارين المشبوهين. ومن مآثره الوطنية انسحابه من المجلس التشريعي رافضاً إقرار المعاهدة البريطانية الأردنية، مُرسلا قولته الشهيرة «تبرئة لذمتي أنسحب من هذا المجلس».
كان العضو المبادر إلى طلب إقرار الحصانة البرلمانية لأعضاء المجالس التشريعية والنيابية فيما بعد، حيث استجاب الملك عبد الله الأول بن الحسين رأس السلطات الثلاث لهذا الطلب. توفي في مدينة الكرك أثناء زيارة لإبنه سامي هناك، بتاريخ الأحد 17 أيلول 1950م، وشُيّع جثمانه إلى عمان بموكب شارك فيه أعيان البلاد.